# 백우용
백우용(白禹鏞, 1880년 ~ 1930년)은 대한민국의 관악 지도의 선구자이다. 서울외국어학교 독어과 졸업. 구한말 군악대장이던 에케르트 밑에서 음악을 공부한 후 한일 군악대를 지휘했고, 단성사의 전속 관현악단의 악장을 지내기도 했다. 에케르트가 사망하자, 1924년 군악대가 해산될 때까지 동 악대를 지휘하였다.